# 塔科尼特港 (明尼蘇達州)
塔科尼特港（英語：Taconite Harbor）是位於美國明尼蘇達州庫克縣施羅德鎮區的一個非建制地區。

## 地理
塔科尼特港所處的海拔為高於海平面111米（即692英呎），而該地所採用的時區為UTC-6，即北美中部時區（CST）。同時該地設有夏令時間，為UTC-6調快一小時，即UTC-5（CDT）。